# Distichiasis
 Mise en garde médicale
Le distichiasis correspond à l'existence anormale d'une deuxième rangée de cils, lesquels sont localisés du côté du globe oculaire et non pas vers l'extérieur. Il s'agit donc d'une rangée surnuméraire puisqu'il n'y a normalement qu'une seule rangée de cils. Cette seconde rangée de cils est localisée au niveau des glandes de Meibomius.
Le distichiasis peut concerner la paupière supérieure ou inférieure ou les deux.

## Origines
Dans la grande majorité des cas il s'agit d'une anomalie congénitale à transmission autosomique dominante. Le gène responsable de la maladie est le gène FOXC2 (ou gène MFH1, en 16q24.3) responsable du syndrome lymphœdème-distichiasis et les manifestations oculaires comme lymphatiques apparaissent tôt dans l'enfance,,.
Dans les autres cas, le développement tardif de la seconde rangée de cils est consécutive à une inflammation ou une blessure de la paupière dont les causes les plus fréquentes sont alors : une blépharite chronique, une pemphigoïde cicatricielle oculaire un dysfonctionnement des glandes de Meibomius, un syndrome de Stevens-Johnson ou les conséquences d'une blessure chimique.

## Conséquences
Cette anomalie entraîne le frottement intempestif des cils en excès sur la conjonctive et la cornée. Elle est alors à l'origine de conjonctivite, de kératite ou d’entropion éventuellement spasmodique, voire d'ulcération ou d'opacification de la cornée ou de symblépharon (en).

## Traitement
Le traitement repose sur la cryothérapie, l'électrolyse ou la marginoplastie palpébrale,.

## Remarque
Lorsqu'il y a trois rangées de cils on parle de tristichiasis à ne pas confondre avec le trichiasis qui décrit des cils en nombre normal mais d'inclinaison anormale vers l'intérieur.